# Чорні курці

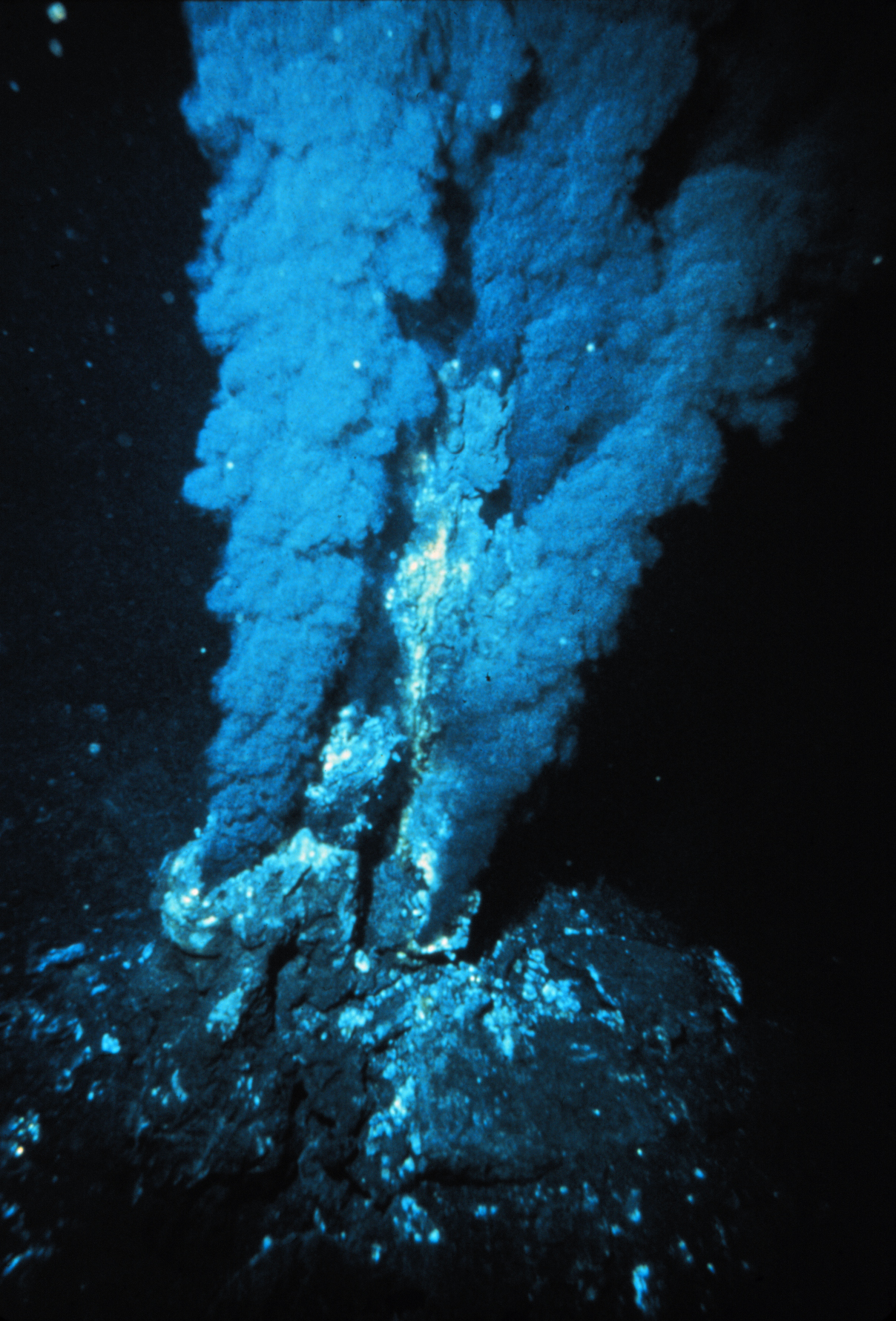
Чорні курці в Атлантичному океані

Чорні курці — гідротермальні джерела в рифтових зонах світового океану, вода яких насичена сполуками металів та сірки, внаслідок чого має чорний колір. Навколо таких джерел утворюється унікальна екосистема.

## Історія дослідження
Відкриття гідротермальних систем на океанічних хребтах стало можливим завдяки тому, що в 70 роках XX сторіччя було побудовано батискафи, здатні занурюватись на глибини до 4 км. Під час занурення на батискафі «Елвін» (США) у східній частині Тихого океану (район Галапагоських островів) було вперше знайдено гідротермальні джерела, температура води на виході яких досягала 370 °C, крім того, вода в них мала чорний колір завдяки високій концентрації сполук сірки; ця особливість обумовила назву джерел — чорні курці. Згодом подібні утворення було знайдено в усіх океанах. Відомі також білі курці, що утворюються за нижчих температур (200—300 °C).

## Будова та функціонування чорних курців

Схема функціонування чорних курців

Усі чорні курці перебувають у рифтових зонах океанів, які являють собою глибокі ущелини, розташовані вздовж осі серединно-океанічних хребтів. Ці хребти утворились на межі літосферних плит внаслідок їхнього розходження. Діяльність гідротермальних джерел обумовлюється тим, що нагріта до 1200 °C лава підіймається до поверхні та контактує з морською водою, нагріваючи її до 500—800 °C. Вода просочується до океанічної кори через тріщини на глибину до кількох кілометрів. Гаряча вода вимиває з базальту океанічної кори мінеральні речовини, розширюється та починає рухатись до поверхні, у бік меншого тиску. На поверхні вона вступає в контакт із холодною (до 4 °C) морською водою, внаслідок чого мінеральні речовини (сульфіди Fe, Cu та Zn) починають випадати в осад та формують характерні конусоподібні утворення кількадесят метрів заввишки та до кількох сотень метрів у діаметрі. Безпосередньо чорні курці являють собою нарости, що складаються здебільшого з ангідриту (сульфату кальцію), вони розташовані у верхній частині такого утворення.

## Біоценоз чорних курців

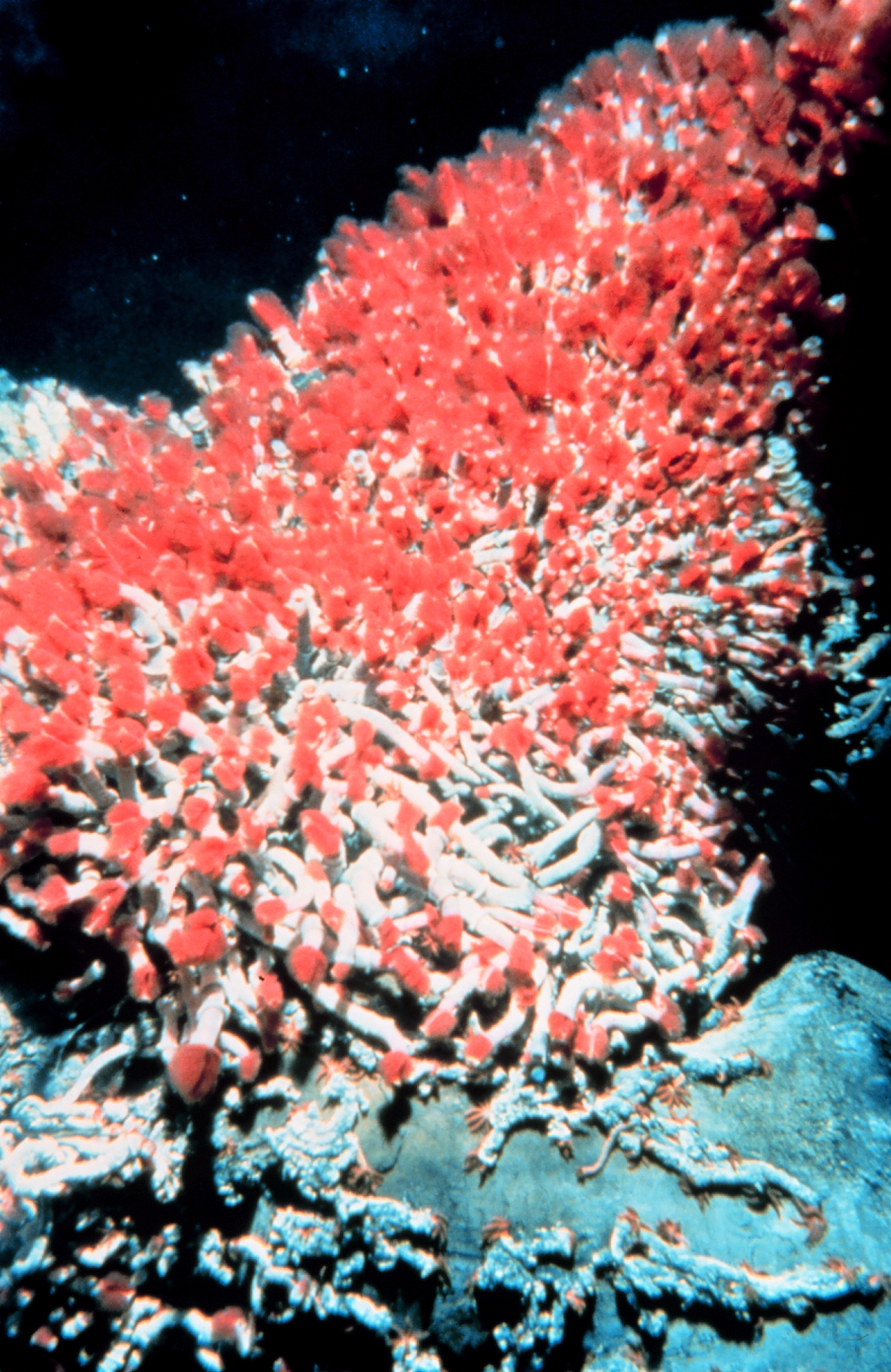
Колонія рифтій на чорному курці

Довгий час вважали, що всі екосистеми на планеті залежать від сонячного світла, яке необхідне для фотосинтезу рослин — початкової ланки харчових ланцюгів. Вважалося, що на дні океану живе дуже невелика кількість організмів, які залежать від екосистеми верхніх шарів океану, оскільки на глибину не потрапляють сонячні промені, фотосинтез тут неможливий і поживні речовини можуть потрапити сюди тільки з поверхні у вигляді відмерлих решток організмів. Але відкриття чорних курців змінило уявлення про життя на Землі. Тут виявили повноцінний біогеоценоз, повністю автономний і незалежний від організмів, що живуть на поверхні. Це було досить дивно, адже умови життя тут вкрай несприятливі: з одного боку, майже крижана вода (температура до 4 °C), з другого — вода, нагріта до температури понад 300 °C, насичена отруйними сполуками сірки та важких металів з кислотністю 2,2—2,8 та дуже високий тиск, у сотні разів вищий, ніж на поверхні.

Основу харчового ланцюга тут становлять археї (архебактерії), які в умовах чорних курців, поглинають сірководень і вуглекислий газ, перетворюючи їх на цукри. Енергія, яка при цьому утворюється, використовується для синтезу органічних речовин, необхідних для життєдіяльності цих організмів. Архебактерії накопичують тут досить велику біомасу й утворюють велетенські колонії розміром кілька метрів, так звані «мати». Решта тварин в екосистемі гідротермальних джерел залежить від цих архебактерій. Уся екосистема, в прямому розумінні слова, просякнута архебактеріями — вони повсюди: на голих скелях, у товщі донного мулу, на поверхні тварин і в їхніх тканинах. Більшість тварин вступає в симбіоз із цими мікроорганізмами, постачаючи їм сірководень та вуглекислий газ, а бактерії, своєю чергою, живлять господаря синтезованими цукрами. Тут трапляються ракоподібні, черви, погонофори, молюски, всього нараховують до 500 видів тварин, але повністю видовий склад цих біоценозів ще не вивчено. Середня біомаса (50—52 кг/м²) зіставна з середньою біомасою тропічних лісів чи коралових рифів.
Типовими тваринами таких екосистем є рифтії — організми, які належать до погонофор. Першого представника Riftia pachyptila було описано 1981 року, наразі відомо 15 видів цих тварин. Вони мають довжину до 2,5 м та 5-7 см у діаметрі, тіло перебуває в трубці, яка складається з білка та хітину, одним боком вона прикріплена до субстрату, на другому є отвір, з якого виходять щупальці тварини. Ці організми мають незвичний для тварин спосіб живлення. Вони не мають рота й ануса, але містять спеціальний орган – трофосому, в якій живуть автотрофні архебактерії. Рифтії забезпечують їх киснем, вуглекислим газом та сірководнем, які транспортуються кровоносною системою тварин, надають їм захист від поїдання, а бактерії, окислюючи сполуки сірки та синтезуючи органічні речовини, живлять хазяїна.
Крім рифтій, у симбіозі з бактеріями живуть двостулкові молюски каліптоґена велетенська (Calyptogena magnifica) та глибоководник теплолюбний (Bathymodiolus thermophilus Kenk & Wilson, 1985). Вони отримують поживні речовини як від бактерій, що живуть на їхніх зябрах, так і з зовнішнього середовища.
Характерним видом біоценозу чорних курців є помпейські черви (Alvinella pompejana). Ці тварини належать до поліхет та отримали свою назву від засипаних вулканічним попелом Помпей, тому що вони живуть у зоні гарячої води (40 – 50 °C) та на них постійно падає «попіл» із частинок сірки.
Рифтіями та помпейськими червами живляться хижаки, такі як білі краби (Bythograea thermydron Williams, 1980) та Cyanograea. Деякі організми, що живуть в цих екосистемах, можуть траплятися й за їх межами. До них належать деякі хижаки, наприклад, риба з родини Термарцесів (Thermarces cerberus), восьминіг Grimpotheutis, десятиногі сліпі раки (Munidopsis Whiteaves, 1874) тощо.
У фауні чорних курців знайдено організми, які вважались вимерлими багато мільйонів років тому. Серед них вусоногі ракоподібні роду Neolepas, черевоногий молюск Neomphalus, двостулковий молюск Bathypecten. Скоріше за все ці організми не витримали конкуренції з молодшими та прогресивними видами на мілководді та їх витіснили в несприятливі умови глибоководних гідротермальних джерел.

## Роль чорних курців у формуванні родовищ корисних копалин
Відкриття чорних курців, що виносять велику кількість рудної речовини, яка складається з сульфідів заліза, міді та цинку, дозволила геологам відстежити процес формування рудних родовищ. Ці процеси відбуваються у наш час, але подібним чином формувалися родовища колчеданових руд у тих місцевостях, які зараз перебувають на суходолі.